# International Institute of Public Finance
Das International Institute of Public Finance oder IIPF ist eine weltweite Organisation von Ökonomen, spezialisiert auf öffentliche Finanzen. Es wurde in Paris im Jahre 1937 gegründet. Der Sitz des Instituts befindet sich seit 2012 am Ifo Institut in München.
Zurzeit hat das Institut etwa 800 Mitglieder in 50 Staaten.

## Präsidenten
- 1950–1953: Carl Shoup[2]

...
- 2006–2009: Hans-Werner Sinn[2]
- 2009–2012: Robin Boadway[2]
- 2012–2015: Michael Peter Devereux[3]
- 2015–2018: Joel Slemrod[4]
- 2024–2027: James R. Hines Jr.